# Plav (vattendrag)
Plav är ett vattendrag i Belarus. Det ligger i den centrala delen av landet, 240 km söder om huvudstaden Minsk.
I omgivningarna runt Plav växer i huvudsak blandskog. Runt Plav är det glesbefolkat, med 9 invånare per kvadratkilometer.